# قطعنامه ۴۸۲ شورای امنیت
قطعنامه ۴۸۲ شورای امنیت سازمان ملل متحد که در تاریخ ۱۱ دسامبر ۱۹۸۰ تصویب شد، سندی بین‌المللی دربارهٔ قبرس است. این قطعنامه طی نشست ۲٬۲۵۷ام با ۱۴ موافق، بدون رای مخالف و  بدون رای ممتنع تصویب شد.